# Everett Franklin Phillips

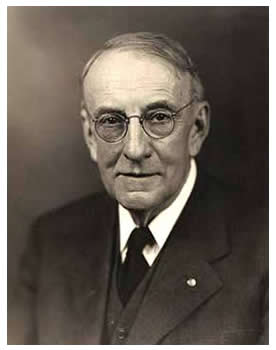
Everett Franklin Phillips

Everett Franklin Phillips (14 de noviembre de 1878 - 21 de agosto de 1951) fue un apicultor estadounidense innovador, creador de la E.F. Phillips Beekeeping Collection, un importante repositorio de libros y materiales de referencia sobre apicultura.

## Biografía
El Dr. Phillips se interesó en las abejas melíferas cuando se graduó en la Universidad de Pensilvania, donde estudió el desarrollo del ojo compuesto de esta especie. Aunque tenía poco conocimiento del mundo de las abejas en su investigación tuvo que trabajar con una colonia de abejas y pasó el verano de 1903 en un programa de graduado en Medina, Ohio con la familia de A. I. Root, donde se hizo amigo de E. R. Root. Durante este tiempo escribió su primer texto sobre abejas, la primera de las 600 publicaciones que realizó. Este trabajo apareció el 1 de septiembre de 1903 en Gleanings in Bee Culture.
Su primer trabajo fue en el Departamento de Agricultura de los Estados Unidos (USDA) a cargo de la apicultura. Fue jefe permanente del trabajo sobre abejas melíferas en 1905, cuando sustituyó a Franco Benton, que fue el primero en dirigir el programa. Phillips empleó algunos renombrados científicos como G.White, que descubrió las causas de la loque americana y de la loque europea; R. E. Snodgrass, que se convirtió en el anatomista preeminente de insectos, e inició sus trabajos en morfología y anatomía de la abeja melífera bajo la dirección de Phillips; George S. Demuth, que estudió la biología de invernada (conducida en el tejado del edificio de la Universidad de Pensilvania en Filadelfia), y muchos otros.
En el USDA Phillips desarrolló el trabajo científico moderno que la apicultura necesitaba. Insistió en llevar los conocimientos científicos de apicultura a los apicultores y visitó las escuelas de apicultura, escribió publicaciones, dio conferencias y realizó el trabajo de extensión en el terreno práctico.
Durante la Primera Guerra Mundial, la producción comercial de miel aumentó alrededor de un 400 % bajo su dirección, mientras intentaba convertir a los apicultores de cuadros fijos a móviles.
En 1924 pasó a trabajar en la Universidad de Cornell como profesor de apicultura y permaneció en ese lugar hasta su retiro en 1946 en que se hizo profesor honorario.
Murió en 1951, poco después de acabar un documento sobre las contribuciones científicas para los apicultores prácticos que, como Langstroth, hicieron al desarrollo de la apicultura. El documento fue publicado en el Apicultor vol. 4, No. 4 de Minnesota: Págs. 4-15 en (1951).
E.F. Phillips tuvo una correspondencia extensa con apicultores europeos durante su carrera. Visitó Europa cuatro veces. Era un líder mundial. El libro de apicultura de Phillips se publicó en 1915 y se revisó en 1928, mientras estaba en Cornell. Fue un libro de texto estándar durante muchos años.
Además de ser conocido por su libro y por sus publicaciones extensas para el gobierno y sus estudios científicos para la universidad, Phillips es también recordado por sus contribuciones a las tres colecciones más grandes a las bibliotecas sobre abejas en los Estados Unidos. Durante su tiempo en el USDA intentó aumentar los volúmenes sobre las abejas en la Biblioteca Federal. En 1922 persuadió a la Universidad de Wisconsin para honrar a Charles C. Molinero, establecieron la biblioteca conmemorativa sobre apicultura de Molinero y erigieron una placa para honrarlo. Después de mudarse a Cornell, Phillips donó su extensa colección de libros para establecer otra biblioteca sobre apicultura. 
Convenció a 28 apicultores para que cada uno donara él valor de una colmena a la biblioteca y pidió a su amigo E. R. Root que hiciera que las asociaciones de apicultura mundiales enviasen sus materiales a la biblioteca de Cornell a cambio de la suscripción a Gleanings in Bee Culture.
La bibliografía sobre abejas de la biblioteca de Cornell, que se nombró más tarde con el nombre de Phillips, incluye colecciones enteras de libros, que a su vez contienen ediciones originales de sus libros populares sobre apicultura más el diario de Moses Quinby, el primer apicultor comercial. Allí está la mayoría de la Biblioteca de Lorenzo Langstroth. En la colección está el diario original de Langstroth, en el que realiza el descubrimiento de la importancia del espacio abeja. También están las primeras, segundas y terceras ediciones del Book of the bees de Langstroth, junto con una extensa correspondencia que mantenía con C. P. Dadant por la cuarta edición revisada de The Hive and the Honey Bee.
Esta biblioteca también tiene muchos originales y primeras ediciones. Incluye el manuscrito original de la apicultura de Phillips, una discusión de la vida de la abeja y de la producción de la miel. La primera edición de 1915 de su libro publicado por el MacMillan Company y de una copia de la edición de 1928.